# Joško Bilić
Joško Bilić (* 5. Oktober 1974) ist ein ehemaliger kroatischer Fußballspieler.

## Karriere

### Verein
Bilić begann seine Karriere bei Hajduk Split. Im Mai 1992 debütierte er gegen den NK Dubrovnik in der 1. HNL. Mit Hajduk wurde er in der Saison 1992 kroatischer Meister. Die Rückrunde der Saison 1993/94 verbrachte er leihweise beim Ligakonkurrenten HNK Šibenik, für den er in jener Saison 16 Erstligaspiele absolvierte.
Nach seiner Rückkehr zu Hajduk wurde er mit dem Verein 1995 erneut Meister und gewann auch den Pokal. In der Meisterschaft kam er in der Saison 1994/95 zu drei Einsätzen. In der Saison 1996/97 war Bilić erneut an Šibenik verliehen.
Im Januar 1998 verließ er Hajduk Split schließlich endgültig und wechselte nach Slowenien zum ND Gorica. Für Gorica absolvierte er 16 Spiele in der 1. SNL. Zur Saison 1998/99 wechselte er nach Belgien zu Standard Lüttich, wo er für eine Saison spielte. 2000 schloss er sich dem israelischen Verein MS Aschdod an. 2003 spielte er kurzzeitig für Maccabi Netanja.
Im Sommer 2003 wechselte Bilić zum österreichischen Bundesligisten SV Austria Salzburg. Zunächst spielte er jedoch im Oktober 2003 erstmals für die Amateure von Austria Salzburg in der Regionalliga. Nach zwei Spielen für die Amateure debütierte er im selben Monat für die Profis in der Bundesliga, als er am 13. Spieltag der Saison 2003/04 gegen den ASKÖ Pasching in der Startelf stand.
Nach zwei Bundesligaspielen für die Salzburger wechselte er im Januar 2004 ein zweites Mal nach Slowenien, wo er sich dem NK Ljubljana anschloss. Für den Hauptstadtklub absolvierte er noch drei Spiele in der 1. SNL, ehe er nach der Saison 2003/04 seine Karriere als Aktiver beendete.

### Nationalmannschaft
Zwischen April und September 1994 absolvierte Bilić drei Spiele für die kroatische U-21-Auswahl.

## Erfolge
Hajduk Split
- Kroatischer Meister: 1992, 1994/95
- Kroatischer Pokalsieger: 1992/93, 1994/95